# Jeanett Kristiansen
Jeanett Kristiansen (født 24. December 1992) er en norsk håndboldspiller som spiller for Vipers Kristiansand og det norske landshold.
Hun har tidligere spillet i den danske liga for Herning-Ikast Håndbold.
Hun repræsenterede sammen med resten af det norske juniorlandsholdet, Norge ved Junior-VM i håndbold 2012 (kvinder) hvor det sluttede som nr. 8.
Hun er lillesøster til landsholdspilleren Veronica Kristiansen.

## Meritter med klubhold
- Norske Liga:
  - Vinder: 2013/2014
  - Sølv: 2014/2015
- NM Cup:
  - Vinder: 2013